# Fuchi ni tatsu
Fuchi ni tatsu (淵に立つ; Engelse titel: Harmonium) is een Japans-Franse film uit 2016, geschreven en geregisseerd door Kōji Fukada. De film ging op 14 mei in première op het filmfestival van Cannes in de sectie Un certain regard waar hij de "Prijs van de Jury" won.

## Verhaal
Toshio en zijn vrouw Akié leven een eentonig leven en wonen als vreemden naast elkaar. Toshio werkt in een metaalatelier en de enige tijd die hij doorbrengt met zijn vrouw en dochter is tijdens het eten wanneer ze allen zwijgzaam aan tafel zetten. Op een dag komt Yasake, een oude vriend van Toshio langs, die net vrijgekomen is uit de gevangenis. Yasake krijgt werk en onderdak aangeboden door Toshio maar de man is, hoewel heel beleefd en voorkomend, een voorbode van onheil.

## Rolverdeling
| Acteur          | Personage       |
| --------------- | --------------- |
| Tadanobu Asano  | Yasaka          |
| Mariko Tsutsui  | Akié            |
| Kanji Furutachi | Toshio          |
| Takahiro Miura  | Atsushi Shitara |

## Prijzen en nominaties
De belangrijkste:
| Jaar | Prijs                   | Categorie                           | Genomineerde(n) | Uitslag  |
| ---- | ----------------------- | ----------------------------------- | --------------- | -------- |
| 2016 | Filmfestival van Cannes | Prijs van de Jury Un certain regard | Kōji Fukada     | Gewonnen |